# 纬度
纬度（φ）是地球表面一个點的南北地理位置的表示法。纬度与经度通常一起使用以确定地表上某点的精确位置。
纬度是一个角度，其范围从赤道的0度到南北极的90度。在英文文本中，纬度通常使用小写希腊字母phi (φ)来表示。它以度、分、秒或者小数形式的度来计量，再附上N或S来表示北纬或南纬。纬度相同的连线形成与赤道平行的大圆。赤道、南回归线、北回归线、南极圈和北极圈是特殊的纬线。
纬度数值在0至30度之间的地区称为低纬度地区；纬度数值在30至60度之间的地区称为中纬度地区；纬度数值在60至90度之间的地区称为高纬度地区。
地球绕太阳运行的轨道平面叫做黄道，与地球自转轴垂直的平面是赤道面。黄道面和赤道面的夹角被称为黄赤交角，在图中以{\displaystyle i}i 表示，当前黄赤交角的值为23° 26′ 21″。因为这个角与地球自转轴和黄道法线的夹角相同，因此这个角也被称为地轴倾角。
该图像展示了一个垂直于黄道且通过地球自转轴的平面的横截面，该时刻为冬至，太阳直射点位于南回归线上。这时南极圈以南为极昼，而北极圈以北为极夜。夏至时太阳直射在北回归线上，极昼极夜现象正好与冬至时相反。回归线的纬度和黄赤交角相同，两个极圈的纬度等于黄赤交角的余角。只有在两条回归线之间地区有可能发生太阳直射现象。
这些纬线将在下面的墨卡托投影中清晰的标示出来。
在定义经纬度的时候，做了两个抽象假设。第一，以大地水准面来代替地球的物理表面，大地水准面是一个假想的由地球上静止平衡的海平面延伸到陆地内部而形成的闭合曲面。第二，用一个数学上简单的参考表面来作为大地水准面的近似。最简单的参考表面为球面，但是用旋转椭球面来模拟大地水准面要更为准确些。经纬度在这个参考表面上的定义将在下文中详细说明，经度相同和纬度相同的点的连线共同构成了这个参考表面上的经纬网。地球真实表面上一点的纬度和其在参考表面上的对应点一致，过地球真实表面上一点作参考表面的法线，该法线与参考表面的交点即为真实表面上那一点的对应点。纬度，经度和遵循某种规范的高度共同组成了 ISO 19111 标准中所定义的地理坐标系统。
由于有不同的参考椭球面，地表上一点的纬度特征也就并不唯一。ISO标准中关于这一点的描述为：如果坐标参考系统没有完全定义，那么坐标(主要指经度和纬度)顶多是模糊不清的，至少也是毫无意义的。这对于精确的应用非常重要，比如GPS，但是，在一般的使用中，并不需要很高的精度，通常也就不提及参考椭球面。
无论是为了使用经纬仪还是为了确定GPS卫星的轨道，纬度的测量都要求人们对地球重力场有充分的了解。研究地球的轮廓及其重力场的学科是大地测量学，这些内容将不会在此文中讨论。通过简单的名称变换，这篇文章里涉及到的地球坐标系统也可以扩展运用到月球，行星和其它天体上。

## 球体上的纬度

地球的这个视图展示了纬度（φ）和经度（λ）在球体模型上的定义，经纬网的刻度为10度

### 球体上的经纬网
地球上经度相同和纬度相同的线组成的经纬网，是参考地球自转轴确定的。最基本的参考点为极点，它们是地球自转轴与地球表面的交点。通过地球自转轴的平面与地球表面的交线为子午线，任意一个子午线平面和格林尼治子午线平面组成的夹角定义了经度，子午线是经度相同的点连成的线。过地心且与地球自转轴垂直的平面和地球表面相交于一个大圆，该圆被称为赤道，平行于赤道的平面与地球表面相交于一圆，该圆上纬度相同。赤道的纬度为0°, 北极的纬度为北纬90° (记作90°N或+90°)，南极的纬度为南纬90° (记作90°S或-90°)。任意一点的纬度为该点的半径与赤道平面的夹角。
如此定义的纬度通常被称为球形纬度，这样可以和后文提及的辅助纬度相区别。

### 特定名称的纬度

冬至时的太阳方向

除了赤道外，四条特殊的纬线
| 北极圈   | 66° 33′ 39″ N |
| 北回归线 | 23° 26′ 21″ N |
| 南回归线 | 23° 26′ 21″ S |
| 南极圈   | 66° 33′ 39" S |
地球绕太阳运行的轨道平面叫做黄道，与地球自转轴垂直的平面是赤道面。黄道面和赤道面的夹角被称为黄赤交角，在图中以{\displaystyle i} 表示，当前黄赤交角的值为23° 26′ 21″。因为这个角与地球自转轴和黄道法线的夹角相同，因此这个角也被称为地轴倾角。
该图像展示了一个垂直于黄道且通过地球自转轴的平面的横截面，该时刻为冬至，太阳直射点位于南回归线上。这时南极圈以南为极昼，而北极圈以北为极夜。夏至时太阳直射在北回归线上，极昼极夜现象正好与冬至时相反。回归线的纬度和黄赤交角相同，两个极圈的纬度等于黄赤交角的余角。只有在两条回归线之间地区有可能发生太阳直射现象。
这些纬线将在下面的墨卡托投影中清晰的标示出来。

### 球形的地图投影
在地图投影中，经线和纬线的形态并没有一个明确的规定。比如，在球形墨卡托投影中，纬线是水平的，经线是垂直的；而在横轴墨卡托投影中，并没有垂直的或者水平的经线和纬线，它们都是一些复杂的曲线。图中的红线就是前文中提到的特殊的纬线。
|  | 常规墨卡托投影 |  |  | 横轴墨卡托投影 |
|  | -------------- |  |  | -------------- |
|  |                |  |  |                |

大范围或是全球的地图投影，是完全满足球形模型的，因为在最终绘制的地图上地球椭率忽略不计。

### 子午线上两点的距离
球面上的法线通过球心，因此，子午线上一点到赤道组成的弧段所对应的球心角，其大小等于该点的纬度 (φ)。如果子午线上两点的距离用 m(φ) 表示，那么，
{\displaystyle m(\phi )={\frac {\pi }{180}}R\phi _{\rm {degrees}}=R\phi _{\rm {radians}}.}
其中，R表示地球的平均半径，为6371km。这是球形模型情况下最高精度的地球半径数值，因为更高的精度要求必须考虑地球椭率。地球半径R取值为6371km时，一度球心角所对应的子午线弧长为111.2km，一分球心角对应的子午线弧长为1.853km。

## 椭球体上的纬度

### 椭球体
1687年，艾萨克·牛顿出版了《自然哲学的数学原理》，在这本书中，他证明了一个旋转着的自引力流体在处于平衡时其形状为扁椭球。 牛顿的结论最终于18世纪被大地测量学证明。扁椭球体是一个椭圆绕其短轴旋转180度得到的三维表面。旋转椭球体在本文中统称为为椭球体。（没有对称轴的椭球体被称为三轴椭球体）
在大地测量学的历史上，人们使用过很多不同的参考椭球。发明人造卫星之前，参考椭球是为适应局部地区的水准面设计的，因为在那时人们只能得到有限区域的地理数据。随着GPS的出现，自然的，人们开始使用地心椭球(如WGS84)，地心椭球的中心和地球质心重合，其短轴和地球自转轴重合。这些地心椭球的表面和大地水准面的距离通常在100米以内。由于纬度的定义依赖于参考的椭球，那么同一点在不同椭球上的纬度值不一样，因此，在没有确定参考椭球的情况下，不可能得到一点精确的经度纬度。政府部门保存的许多经纬度数据是基于以前的参考椭球确定的，因此有必要知道不同参考椭球得到的经纬度之间该如何互相转换。GPS手持设备包含了转换经纬度的数据库，该数据库可以在WGS84坐标系和当地坐标系之间相互转换经纬度。

### 大地纬度和地心纬度

大地纬度(φ)和经度(λ)在椭球体上的定义。除了赤道上的和两极外，椭球表面上一点的法线并不通过椭球中心

椭球体上和球体上的经纬网构造方式是一致的。除了赤道上的和两极外，椭球表面上一点的法线并不通过椭球中心，但是椭球体上纬度的定义并没有改变，依然是一点的法线和赤道平面的夹角。鉴于此，纬度的用辞必须更加准确，以下是几种不同纬度的定义：
大地纬度：表面上一点的法线与赤道平面的夹角。在英文出版物里，标准的记法为φ。在没有具体说明的情况下，纬度一般指的是大地纬度，大地纬度定义必须伴随着对椭球体的规定。
地心纬度：表面上一点的半径（该点和地心的连线）与赤道平面的夹角。地心纬度的表示没有统一的符号，比如θ,ψ, q, φ', φc, φg。 在本文中，地心纬度记作ψ。
球形纬度：在球形参考系中，一点的法线和赤道平面的夹角为球形纬度。
地理纬度这个名词必须谨慎使用，一些作者把它当做大地纬度的同义词，然而另一些人用它来表示天文纬度。
纬度（无定义）通常指的是大地纬度。

## 天文纬度
天文纬度 (Φ) 是地球表面一点的真垂线与赤道平面之间的夹角。真垂线，方向和铅垂线一致，指向重力加速度的方向。重力加速度是由地球质量产生的引力加速度和地球自转产生的离心加速度合成的。天文纬度可以通过测量天顶和恒星的角度来确定，其中，恒星的赤纬是已知的。
通常，地球表面上一点的真垂线既不与参考椭球的法线垂直，也不与大地水准面的法线垂直。天文法线和大地法线之间的夹角通常只有几弧秒，但这个差值在大地测量学中很重要。大地水准面是理想化的平均海平面，而地球真实表面上的一点，通常比理想化的大地水准面高或低，因此该点的真垂线与大地水准面的法线并不重合。另外，地表上一点在某一时刻的真垂线还受到潮汐力影响，但潮汐作用在计算大地水准面时被抵消了。

## 高纬度
高纬度是地球表面南北纬度60度到90度之间的区域，是地球表面接受太阳辐射最弱的地带。高纬度地区所具有的物理和化学特性与其它纬度带明显不同，其自然资源和生物资源相对较少，人类活动也比其他地区较为冷清。高纬度地区的气候寒冷，多为极地气候或亚寒带针叶林气候。

## 中纬度
中纬度是地球上热带到极地之间的地区，一般指南北纬23.5至66.5度。在气象学上有重要的地位，由于高纬度和低纬度的盛行气团在此交汇，本区的气旋活动频繁。中纬度内陆地区的气温与沿海差异较大，内陆大陆性较强 。